# NGC 5661
NGC 5661 é uma galáxia espiral barrada (SBb) localizada na direcção da constelação de Virgo. Possui uma declinação de +06° 15' 02" e uma ascensão recta de 14 horas, 31 minutos e 57,3 segundos.
A galáxia NGC 5661 foi descoberta em 12 de Maio de 1793 por William Herschel.